# (2121) Sevastopol
(2121) Sevastopol ist ein Asteroid des inneren Hauptgürtels, der von der sowjetischen Astronomin Tamara Smirnowa am 27. Juni 1971 am Krim-Observatorium in Nautschnyj (IAU-Code 095) entdeckt wurde.
Unbestätigte Sichtungen des Asteroiden hatte es schon vorher gegeben: am 29. April 1932 unter der vorläufigen Bezeichnung 1932 HM am Union-Observatorium in Johannesburg, im November 1936 (1936 WD) am französischen Observatoire de Nice, 1938 (1938 DY) am Iso-Heikkilä-Observatorium der Universität Turku, 1939 (1939 TO) erneut am Union-Observatorium in Johannesburg, am 29. September 1952 (1952 SZ) am Goethe-Link-Observatorium in Indiana und am 28. August 1968 (1968 QJ1) am Krim-Observatorium in Nautschnyj.
Der mittlere Durchmesser von (2121) Sevastopol wurde mit 8,736 (±0,037) km berechnet, die Albedo mit 0,308 (±0,023). Die Rotationsperiode beträgt 2,90640 h (± 0,00002).
Der italienische Astronom Vincenzo Zappalà definiert in einer Publikation von 1995 (et al.) eine Zugehörigkeit des Asteroiden zur Augusta-Familie, einer nach (254) Augusta benannten Gruppe von Asteroiden.
(2121) Sevastopol wurde am 28. Januar 1983 nach Sewastopol benannt, der größten Stadt auf der Halbinsel Krim. Die Benennung erfolgte zum 200-jährigen Gründungsjubiläum der Stadt.

## Mond S/2010 (2121) 1
Bei photometrischen Beobachtungen von (2121) Sevastopol zwischen dem 23. Juli und dem 24. August 2010 wurde festgestellt, dass der Asteroid in 26 km Entfernung einen Begleiter hat, der circa 41 Prozent seiner Größe aufweist, und zwar 3,54 km (±0,017) km. Der Mond braucht für eine Umlaufbahn um (2121) Sevastopol 1,546 Tage. Beide Körper umkreisen einen gemeinsamen Schwerpunkt in 37,1 Stunden. Der Begleiter erhielt die vorläufige Bezeichnung S/2010 (2121) 1.